# 胡志颖
胡志穎（1959年11月12日—），字玉令，男，湖南湘陰人，生於江西贛州，中國當代藝術家及美術教育家。先後在廣州美術學院及華南師範大學等高等教育領域教授中國畫寫意山水、人物及書法等。胡志穎是前衛藝術家，擅長繪畫、裝置及觀念藝術。藝術作品主要在中國、美国及歐洲國家展示。
胡志穎出版藝術作品集包括《胡志穎作品集》、《在幻象鎖鏈的彼岸——胡志穎繪畫1989-2009》和《體驗與超验：胡志穎藝術1987-2017》，以及文學專著《文學彼岸性研究》:趙一凡·序等。詩歌載《中西詩歌》、《幸存者》詩刊等。
胡志穎還是中华人民共和国持不同政見者，有批判時政的文章載《黃花崗雜誌》、《北京之春》、《中國文化月刊》等。:31-46

## 生平
胡志穎是中國大陸1977年恢復高考制度的第一屆大學生，通常稱“七七級”，畢業於江西師範學院藝術系美術專業。 1987年考入廣州美術學院，就讀中國畫系研究生；讀研究生期間投身1989年六四學生民主運動。:224 1990年胡志穎的碩士學位論文《藝術無常論》“不符合馬克思主義原理” 遭到否定，因此而未能獲得碩士學位證書和研究生畢業證書。:224 2002年胡志穎以《文學彼岸性研究》 獲得暨南大學文學院博士學位。2010年胡志穎獲德國“2010國際棕櫚藝術獎”之“成就獎”。 胡志穎對中國政府一些做法持批評態度。

## 藝術風格

### 技術和媒介
胡志穎在他的繪畫中運用红、黑、金、银等東方民間色彩和民間髹漆原料，西方油畫顏料和丙烯，以及中國宋代筆墨表現性很強的山水局部抽象元素，讓東西方藝術媒介和技巧，在碰撞中發生新的變化。胡志穎繪畫的線條、筆觸、畫面包含著東方式的虛實關係，同時也形成種種衝突的造型和結構。:12

### 形式語言
中央美術學院教授王璜生說，胡志穎的作品對东方式文化影像的吸纳和重组：“重视于意识的过程，以意识的过程来表述文化的状态。于是，在他的画面，意识一层层地展开，文化的影像层叠显现出来，追问、怀疑、撞击成了文化意识本身。”由此產生錯疊的空間形式和視覺效果。
包括美國批評家、策展人羅賓·佩卡姆在内的一些批評家指出，胡志穎的作品超越現實的藝術特徵，到達一種宗教式的境地，認為這正是胡志穎藝術和文學難以詮釋的原因。:56-57 歐洲批評家馮·彼得·米夏茨克（Von Peter Michalzik）和美國批評家亞當·唐納德（Adam Donald）認為，胡志穎的繪畫將中國傳統象徵主義和風景與西方藝術的多種元素相結合，將中國傳統藝術與西方折衷主義風格融合在一起。

### 個性特徵
胡志穎的作品超越現實的藝術特徵，來源其“個人宗教”的精神需要。這種想法較為個人化，是胡志穎個人特有的內在體驗，在作品中的所謂“靈魂默示”，有點近乎“此時無聲勝有聲”內心獨白，以此體現作為個人本真自然的獨立存在，走向靈魂的深處。:56-57紐約批評家艾德·麥科馬克（Ed McCormack）評論：“胡志穎對多元文化的潮流作出重要的說明，在這股潮流中，將往昔、現今和未來的畫家們聯繫在一起的影響、靈感與創新相交融。”
義大利駐廣州總領事館文化處稱胡志穎的藝術表現了我們遭到忽視的靈魂王國的那些非傳統的易變的圖像。藝術理論家和書畫家梅墨生認為胡志穎是一位獨立思考的當代藝術家，其藝術呈現了世界空間多元並存的狀態，像人的思維的無序、也像現在視頻亂碼——世界本來的樣態；有很深厚的中國文化的神髓在裡面，給人一種古和今的時空錯置或交疊的感覺。:18，143胡志穎的藝術特徵還具有畫面與其涵義之間所產生的一種非直接呈示的懸隔之感。:62
法國藝術鑑賞家和收藏家迪迪埃·赫希（Didier Hirsch）《一位非傳統的個人主義藝術家：論胡志穎》中說，胡志穎的风格没有大多数西方的和中国的当代艺术的新潮流的特征，而与那些最终留下历史遗产的大师更为接近。

### 內涵和寓意
批評家和藝術史家匹兹堡大学高名潞教授在《孤獨的行者》一文說，胡志穎作為中國當代藝術家吸納融合東西方不同藝術言語和技巧，把西方注重體積的身心主題，轉化為他運用多種藝術符號指向多義的不確定性的觀念。:52-55胡志穎喜愛借鑒北宋甚至北宋前的中國古代山水符號，突兀與奇異，超越現實性，因而給人以某種疏離感。實際上胡志穎的作品中蘊含著當代人的精神思考和問題意識，只不過表現為縱深的理想終極關懷。
批評家們介紹胡志穎自1990年代以來的裝置藝術一貫美學傾向是“自然美學”，這個所謂的“自然”既包括傳統藝術也包含已經成為傳統的現代主義時期的前衛藝術。胡志穎把自然看作“觀念-直覺性”綜合形成的自然。更是一種自然存在——自然狀態的自述和轉述（人工演化為天然）的混合，自然的自我呈現和表達的混合。也就是說，這個自然反映的出來的是藝術家已經存在和滲透在其中的“自然”。胡志穎的藝術的寓意具有多元性。:1704
紐約的保羅·布里奇沃特（Paul Bridgewater）分析道：“胡志穎的裝置藝術是一種探索和發現的旅程。胡志穎考察了咄咄逼人的西方文化的因素：生產和消費變成人類作為消費者自身價值被取代的過程……表達被遺棄和孤獨所困擾的荒誕情境。在這裡胡志穎探索的結論是：失控生產——往往是無用的消費品的生產，導致龐大的工廠被遺棄，迅速淪為荒蕪的沙漠。一位富於思想的藝術家論現代文化的無常和真正價值的缺失。”:54

## 藝術展覽

### 主要個展
2008年應邀在義大利Piziarte畫廊舉辦個展。
2009年應邀在紐約切爾西國際美術館舉辦個展。
2010年在中國大陸北京牆美術館舉辦20年作品回顧展“在幻象鎖鏈的彼岸——胡志穎繪畫作品1989—2009”。
2016年在紐約現代藝術博物館展覽大型裝置作品“安徒生童話”；
2017年在中國大陸廣州53美術館舉辦30年作品回顧展“體驗與超驗：胡志穎藝術1987—2017”。

### 主要群展
胡志穎參加了1996年德國文化機構在慕尼黑舉辦的“中國15當代藝術家工作室”展覽；:621996年參加了瑞士藝術專業機構“李特曼文化計畫”在巴塞爾舉辦的“今日中國！”（CHINA NOW!）當代藝術展覽； 其間德國路德維希博物館收藏了胡志穎的作品。
此外，胡志穎應邀參加了群展：2011年上海藝術門集團對比窗舉辦“透明的牆：中印藝術展”；2012年北京宋莊美術館“藝術·前沿——當代藝術邀請展”；2013年在義大利威尼斯參加“第55屆威尼斯雙年展·平行展·未曾呈現的聲音”。 2015年在巴黎盧浮宮舉辦“曝光獎”展覽（THE EXPOSURE AWARD—Art Photography Collection）。
近年，胡志穎在紐約展覽裝置藝術，2017年紐約Dia:比肯博物館展覽“為什麼是蟾蜍？”，“外交辭令”等四件裝置；2018年在紐約惠特尼美國藝術博物館“沒有電影（2）”，“為什麼是蟾蜍？（2）”等裝置；:32-352018年在紐約大都會藝術博物館展覽“造化之外”；:32-352018在紐約大都會藝術博物館修道院分館“饑渴的綿羊（1）、（2）”，“幾何學冥想（1）、（2）”等裝置；2018年在紐約新藝術博物館“廢除死刑”，“無法重新獲得童年”等裝置；:32-352019年在紐約大都會藝術博物館展覽裝置藝術“後殖民工場”。

## 先鋒詩歌
胡志穎的先鋒詩歌棧屬於現代派文學，超出常規狀態中詩人的寫作慣性，中山大学當代文學研究家林崗教授把胡志穎這種意識流的紛繁思緒和碎片式的創作技巧稱為“拼貼和並置”，雜糅宗教和哲理元素，其詩歌風格晦澀難解，距離讀者的普遍欣賞習慣較遠。他作品曾刊載在《中西詩歌》、《幸存者》詩刊、《廣州詩歌地理》等中國現代詩歌書刊上。

## 出版物

### 藝術作品集
- 《在幻象鎖鏈的彼岸——胡志穎繪畫1989-2009》（Beyond the Chains of Illusion— Hu Zhiying's Paintings 1989-2009）（中英對照），鮑棟編，中國環球文化出版社，香港，2010，ISBN 978-988-18938-0-2。
- 《胡志穎作品集》（A Collection of Works by Hu Zhiying）（中英對照），胡志穎著，海風出版社編，海風出版社，福州，2011 ISBN 978-7-5512-0029-5。其中蒐集了繪畫、裝置、觀念等一百多件藝術作品及其相關資料[3]。
- 《體驗與超驗：胡志穎藝術1987-2017》（Experience and Transcendence: Hu Zhiying's Art 1987-2017）（中英對照），楊衛、胡斌主編，中國文藝家出版社，香港，2017，ISBN 978-988-78237-6-6。，此書是胡志穎1987年至2017年這30年的職業生涯的回顧和研究。

### 專著
- 《文學彼岸性研究》（英文名：On the Paramitality in Literature，胡志穎著，中国社会科学出版社，北京，2003 ISBN 7-5004-4164-9。[2]。是2003年出版的關於中國古典文學研究（文學彼岸性理論）的著作。此書從比較文學和比較詩學的層面研究中國古典文學，將其比較于西方文學，發現其中彼岸性的終極問題[2]:1-2趙一凡·序。
- 《西方當代藝術狀態》（英文名：Western Contemporary Art State），胡志穎編著，人民美术出版社，北京，2003 ISBN 7-102-02714-1。研究20世紀80-90年代至21世紀初西方（泛西方）當代藝術各種藝術流派，及其對當代西方文化的影響。

## 外部連結
- 中國美術家協會官網 （（页面存档备份，存于））
- 義大利Piziarte畫廊 （（页面存档备份，存于））
- 英國薩奇畫廊 Saatchi Gallery （（页面存档备份，存于））
- 出版物數位化官網 （（页面存档备份，存于））